# Cryptalaus rakuda
Cryptalaus rakuda là một loài bọ cánh cứng trong họ Elateridae. Loài này được Arimoto miêu tả khoa học năm 2008.